# Eberau
Eberau è un comune austriaco di 937 abitanti nel distretto di Güssing, in Burgenland; ha lo status di comune mercato (Marktgemeinde). Nel 1971 ha inglobato i comuni soppressi di Gaas, Kroatisch-Ehrensdorf, Kulm, Oberbildein, Unterbildein e Winten; nel 1993 le località di Oberbildein e Unterbildein sono state scorporate da Eberau per costituire il nuovo comune di Bildein.